# Nutchanon Soijit
Nutchanon Soijit (thailändisch ณัฐชนน สร้อยจิตร, * 18. August 1997 in Surin), auch als Back bekannt, ist ein thailändischer Fußballspieler.

## Karriere
Nutchanon Soijit erlernte das Fußballspielen in der Schulmannschaft der Pathum Kongka School sowie in den Jugendmannschaften von Leicester City und Bangkok Glass. Seinen ersten Vertrag unterschrieb er Mitte 2017 in Nonthaburi beim BGC FC. Der Club war die Reservemannschaft des Erstligisten Bangkok Glass. 2018 unterschrieb er einen Einjahresvertrag beim Erstligisten Police Tero FC in Bangkok. Die Hinserie 2019 stand er beim Ligakonkurrenten Port FC unter Vertrag. Die Rückserie 2019 spielte er bei Nakhon Si United FC, einem Drittligisten aus Nakhon Si Thammarat. Für den Club spielte er sechsmal in der Thai League 3. Anfang 2020 wechselte er zum Zweitligisten Ayutthaya United FC nach Ayutthaya. Für Ayutthaya absolvierte er ein Drittligaspiel. Von Mitte 2020 bis Saisonende stand er beim Drittligisten Prime Bangkok FC unter Vertrag. Mit dem Hauptstadtverein spielte er in der Bangkok Metropolitan Region der dritten Liga. Zu Beginn der Saison 2021/22 unterzeichnete er in Ranong einen Vertrag beim Zweitligisten Ranong United FC. Für Ranong bestritt er 26 Zweitligaspiele. Zu Beginn der Saison 2022/23 verpflichtete ihn der Zweitligaaufsteiger Uthai Thani FC. Für den Zweitligisten aus Uthai Thani bestritt er drei Ligaspiele. Nach der Hinrunde wurde sein Vertrag im Dezember 2022 aufgelöst. Zu Beginn der Rückrunde 2022/23 nahm ihn der Zweitligist Udon Thani FC aus Udon Thani unter Vertrag. Am Ende der Saison musste er mit dem Verein absteigen. Nach dem Abstieg verließ er den Verein und schloss sich im Sommer 2023 dem Erstligaabsteiger Nakhon Ratchasima FC an. Am Ende der Saison 2023/24 feierte er mit dem Verein aus Nakhon Ratchasima die Meisterschaft der zweiten Liga sowie den direkten Wiederaufstieg in die erste Liga. Nach dem Aufstieg wurde sein Vertrag nicht verlängert. Im Juli 2024 verpflichtete ihn der Drittligist Thap Luang United FC. Mit dem Verein aus Provinz Nakhon Pathom spielt er in der Western Region der Liga.

## Erfolge
Nakhon Ratchasima FC
- Thailändischer Zweitligameister: 2023/24  ▲